# Trut
Trutovi su muške jedinke kod pčela. Njihov zadatak je oplođivanje matice. Trutovi imaju snažna krila i velike oči, a to im je potrebno da za vrijeme leta mogu opaziti i dostići maticu. Trutovi nemaju žalce pa prema tome ne mogu se braniti. Trutovi postaju spolno zreli između 8 i 14 dana života. Za vrijeme toplih sunčanih dana izlijeću iz košnica da bi se sreli s maticama. Poslije sparivanja s maticom, trut ugiba. Tako dugo dok traje lijepo vrijeme i dok cvijeće obilno proizvodi nektar, trutovi u svojoj zajednici nalaze gostoprimstvo i hranu. Ali u jesen čim nestane paše, u pčelinjacima se izbacuje trutove. Kad se trutovi vraćaju s leta, radilice ih ne puštaju natrag u košnicu. A one trutove koji su u košnici potiskuju što dalje od meda dok ih konačno ne izbace iz košnice. Izbačeni trutovi sakupe se u grupama oko leta, dok ne uginu od zime i gladi. Prema tome u normalnim pčelinjim društvima trutova preko zime nema. Uzimajući u obzir da za razvitak ličinke jednog truta treba otprilike isto toliko hrane kao za tri ličinke pčela radilica te da odrasli trutovi pojedu veliku količinu hrane, potrebno je da se u pčelinjacima broj trutova ograniči.